# Adriano Morselli
Adriano Morselli (fl. XVII secolo) è stato un poeta e librettista italiano attivo nel Veneto fra il 1676 e il 1691.

## Biografia
La località di nascita e morte di Morselli non giungono a noi e poco si conosce della sua biografia. Iniziò la propria attività letteraria nel 1676, quando iniziò a scrivere poemi per la nobiltà. Successivamente egli scrisse in tutto 16 libretti d'opera che furono messi in musica nei teatri di Venezia dal 1679 al 1692: furono scritti sia per i palcoscenici minori, il Teatro Sant'Angelo e San Cassiano che per i maggiori, il Teatro San Salvatore e il San Giovanni Grisostomo. In quest'ultimo palocoscenico nel 1688 fu nominato librettista, posto che mantenne probabilmente fino alla morte, entrando così al servizio della famiglia Grimani, proprietaria del teatro. L'anno successivo per celebrare l'ascesa al soglio pontificio del cardinale veneziano Pietro Vito Ottoboni scrisse una serie di sonetti. Grazie alla protezione del nipote di quest'ultimo, il cardinale Pietro Ottoboni, diversi suoi lavori furono allestiti anche nei teatri romani.

## Considerazioni sull'artista
I libretto di Morselli più popolari furono il dramma Maurizio, musicato per ben 17 volte tra il 1687 al 1708 per diversi teatri italiani, Tullo Ostilio e Teodora augusta (ambedue del 1685). Il suo Pirro e Demetrio nel 1694 a Napoli fu messo in musica dal celebre Alessandro Scarlatti.
Egli fu uno dei primi librettisti a trattare soggetti di alto livello, pur non rifiutando l'impiego di elementi comici nei propri lavori. Fu inoltre influenzato dai drammi del neoclassicismo francese, fra i quali si ricordano Horace di Corneille, dal quale Morselli trasse il suo Orazio (1688), e Bajazet di Racine, sul quale basò il suo Ibraim sultano (1692). Un altro suo lavoro che fu influenzato da questa tendenza è l'Incoronazione di Serse (1690).